# Sárrétudvari megállóhely
Sárrétudvari megállóhely egy Hajdú-Bihar vármegyei vasúti megállóhely Sárrétudvari településen, a MÁV üzemeltetésében. A település déli szélén található, közúti elérését a 4212-es útból kiágazó 42 315-ös számú mellékút teszi lehetővé.

## Vasútvonalak
A megállóhelyet az alábbi vasútvonalak érintik:
- Kötegyán–Püspökladány-vasútvonal

## Kapcsolódó állomások
A megállóhelyhez az alábbi állomások vannak a legközelebb:
- Biharnagybajom vasútállomás (Kötegyán–Püspökladány-vasútvonal)
- Szerep megállóhely (Kötegyán–Püspökladány-vasútvonal)

## Forgalom
| Járat        | Útvonal | Gyakoriság     |
| ------------ | --- | -------------- |
| személyvonat | Püspökladány – Püspökladány-Vásártér – Hosszúhát – Szerep – Sárrétudvari – Biharnagybajom – Füzesgyarmat – Füzesgyarmatfürdő – Szeghalom (– Vésztő) | Kb. 2 óránként |